# Juliano de Pierfrancesco de Médici
Juliano de Médici (Florencia, 1520 - Auriol, 28 de julio de 1588), hijo de Pierfrancesco de Médici y de Maria Soderini. Tras la muerte prematura de su padre fue llevado por su madre donde sus parientes en la Villa del Tebbio. En 1526 debido a la llegada de los lansquenetes a Florencia, se refugió con su hermano Lorenzino en Venecia.
Después de que Lorenzino asesinara al duque Alejandro de Médici en 1537, tuvo que huir; primero a Bolonia y finalmente a Venecia.
Tras participar en la Batalla de Marciano se refugió en Francia donde reinaba su pariente Catalina de Médici y probablemente lo acompañó su primo Piero Strozzi. Visitó Roma en 1561 para iniciarse en la carrera eclesiástica y luego volvió a Francia tras ser nombrado obispo de Béziers. En 1570 se convierte en abad de la Abadía de San Víctor de Marsella y un año después arzobispo de Aix. Finalmente, en 1574, fue nombrado arzobispo de Albi.
Al morir, Cosme I finalizó las enemistades a través del nuevo Gran Duque Fernando I de Médici en 1574 y volvió a Florencia en una visita en los años sucesivos. Murió casi a los setenta años en el Castillo Auriol en la Región de Bocas del Ródano en 1588.